# Dobra, Trg
Dobra je naselje v Občini Trg v Okraju Trg na Koroškem v Avstriji.